# Brugg
Brugg je malé město v kantonu Argov na severu Švýcarska, okresní město stejnojmenného okresu. Má přibližně 11 tisíc obyvatel.

## Osobnosti
- Gianni Bugno (* 14. února 1964 Brugg) – italský cyklista

## Partnerská města
- Rottweil, Německo, od 1913